# Melchior Stamirowski
Melchior (Malcher) Stamirowski herbu Półkozic (zm. w 1667 roku) – cześnik lwowski w latach 1662-1667, łowczy sanocki w latach 1646-1662, podczaszy lwowski w 1642 roku.
Poseł na sejm 1646 roku.